# Andorranische Fußballnationalmannschaft (U-21-Männer)
Die andorranische U-21-Fußballnationalmannschaft ist eine Auswahlmannschaft andorranischer Fußballspieler. Sie untersteht der Federació Andorrana de Futbol und repräsentiert ihn auf der U-21-Ebene, in Freundschaftsspielen gegen die Auswahlmannschaften anderer nationaler Verbände, aber auch bei der Europameisterschaft des Kontinentalverbandes UEFA. Spielberechtigt sind Spieler, die ihr 21. Lebensjahr noch nicht vollendet haben und die andorranische Staatsangehörigkeit besitzen. Bei Turnieren ist das Alter beim ersten Qualifikationsspiel maßgeblich.

## Geschichte
Obwohl die A-Nationalmannschaft Andorras bereits seit 1996 regelmäßig in offiziellen Länderspielen antritt, führte Andorra erstmals im Jahr 2006 eine U-21-Nationalmannschaft ein. Diese bestritt bislang erst zwei offizielle Länderspiele. In der Vorqualifikation für die U-21-Fußball-Europameisterschaft 2007 scheiterte der kleine Staat jedoch in Hin- und Rückspiel an Island. Im ersten Länderspiele einer U21 Andorras überhaupt gelang immerhin am 3. Mai 2006 ein 0:0, doch am 1. Juni 2006 musste man sich dann in Island mit 0:2 geschlagen geben. Es war die erste und bisher einzige Niederlage in einem Pflichtspiel für die U21 Andorras. Für die U-21-Fußball-Europameisterschaft 2009 ist Andorra gar nicht erst angetreten.

### Teilnahme bei U-21-Europameisterschaften
| 2007 in Niederlande          | nicht qualifiziert |
| 2009 in Schweden             | nicht angetreten   |
| 2011 in Dänemark             | nicht qualifiziert |
| 2013 in Israel               | nicht qualifiziert |
| 2015 in Tschechien           | nicht qualifiziert |
| 2017 in Polen                | nicht qualifiziert |
| 2019 in Italien & San Marino | nicht qualifiziert |
| 2021 in Slowenien & Ungarn   | nicht qualifiziert |
| 2023 in Rumänien & Georgien  | nicht qualifiziert |

## Bisherige Trainer
- Ángel Gómez (seit 2006)